# Buitinga uzungwa
Buitinga uzungwa là một loài nhện trong họ Pholcidae. Loài này được phát hiện ở Tanzania.